# Яснотка зеленчуковая
Ясно́тка зеленчуко́вая (лат. Lamium galeobdolon subsp. galeobdolon) — многолетнее травянистое растение, подвид ботанического вида Яснотка зеленчуковая семейства Яснотковые. В связи с уточнением классификации ранг таксона понижен до подвида и переводом латинского научного названия является Яснотка зеленчуковая подвид зеленчуковая. Растение часто встречается под устаревшими синонимичными названиями Зеленчук жёлтый (лат. Galeobdolon luteum) или Яснотка желтая (лат. Lamium luteum).

## Ботаническое описание

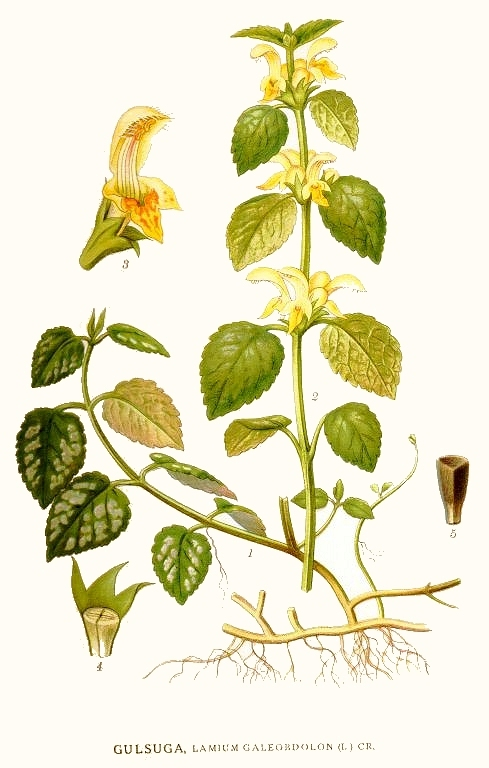

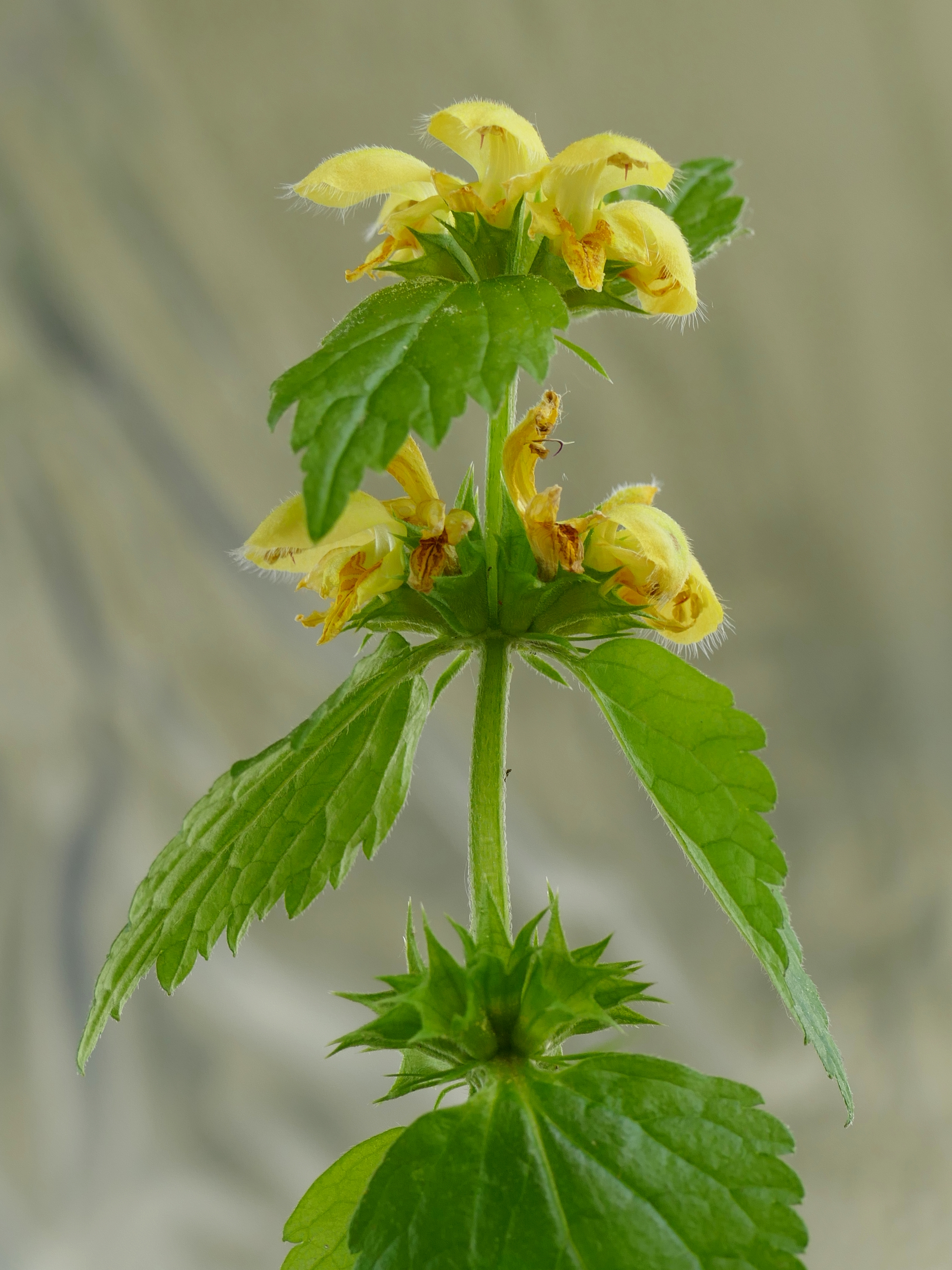
Цветки крупным планом

Травянистый многолетник со стелющимися, укореняющимися вегетативными побегами. Стебли с мягкими волосками. Цветущие побеги прямостоячие, высотой 30—60 см.
Листья супротивные черешковые, яйцевидные, острые, морщинистые, сверху голые, по краю и черешку реснитчатые, снизу покрыты прижатыми белыми волосками, зубчатые или пильчато-городчатые, часто с белыми пятнами. Верхние листья мельче нижних.
Цветки собраны по шесть в мутовки в пазухах верхних листьев, прицветники линейно-ланцетные, острые, отогнутые вниз, по краю реснитчатые. Чашечка колокольчатая, опушённая, в два раза короче венчика. Венчик жёлтый, опушённый, верхняя губа его продолговато-яйцевидная, цельная, нижняя — трёхлопастная, с заострёнными лопастями и оранжевыми пятнами. Тычинок четыре.
Плод — ценобий: дробный плод, состоящий из четырёх орешковидных тёмных трёхгранных частей (эремов).

## Распространение и экология
Обитает в Скандинавии, Украине, Средиземноморье, Иране, Малой Азии.
В России вид распространён от Калининградской, Брянской и Смоленской областей до Оренбургской области (Бугуруслан) и от Вологодской области до Среднего Поволжья. Фрагменты ареала имеются на Кавказе.
Теневой эвтрофный мезофит, растёт в хвойно-широколиственных и южнотаёжных пихтово-еловых лесах с дубравными элементами, на дерново-подзолистых почвах разной степени оподзоленности, с умеренно-кислой реакцией.
Семена распространяются муравьями. В естественных условиях основная масса семян прорастает весной, через 10—11 месяцев после созревания. Сеянцы зацветают на 5—6 год. Цветение — в начале мая. Пополнение популяций вида в ненарушенных ценозах совершается преимущественно за счёт вегетативного размножения.

## Классификация

### Таксономия
Lamium galeobdolon subsp. galeobdolon  (L.) L., 1759, Amoen. Acad. 4: 485
Таксон Яснотка зеленчуковая подвид зеленчуковая относится к виду Яснотка зеленчуковая (Lamium galeobdolon) рода Яснотка (Lamium) семейства Яснотковые (Lamiaceae) порядка Ясноткоцветные (Lamiales), который последовательно входит в вышестоящие клады Ламииды → Астериды → Суперастериды → Эвдикоты → Цветковые растения. Таксономическая схема в соответствии с Системой APG IV по состоянию на декабрь 2023 года:
|  |                          |  |                                   |                                   |                      |  | еще 23 семейства | еще 23 семейства |                          |  |                                          |  | еще 29 подтвержденных видов и 16 видов, ожидающих подтверждения | еще 29 подтвержденных видов и 16 видов, ожидающих подтверждения |  |
|  |                          |  |                                   |                                   |                      |  | еще 23 семейства | еще 23 семейства |                          |  |                                          |  | еще 29 подтвержденных видов и 16 видов, ожидающих подтверждения | еще 29 подтвержденных видов и 16 видов, ожидающих подтверждения |  |
|  |                          |  |                                   | порядок Ясноткоцветные            |                      |  |                  |                  | род Яснотка              |  |                                          |  |                                                                 |                                                                 |  |
|  |                          |  |                                   | порядок Ясноткоцветные            |                      |  |                  |                  | род Яснотка              |  | Яснотка зеленчуковая подвид зеленчуковая |  |                                                                 |                                                                 |  |
|  | клада Цветковые растения |  |                                   |                                   | семейство Яснотковые |  |                  |                  | вид Яснотка зеленчуковая |  |                                          |  |                                                                 |                                                                 |  |
|  | клада Цветковые растения |  |                                   |                                   |                      |  |                  |                  |                          |  |                                          |  |                                                                 |                                                                 |  |
|  |                          |  | ещё 63 порядка цветковых растений | ещё 63 порядка цветковых растений |                      |  |                  | еще 267 родов    | еще 267 родов            |  |                                          |  |                                                                 |                                                                 |  |
|  |                          |  |                                   | ещё 63 порядка цветковых растений |                      |  |                  |                  | еще 267 родов            |  |                                          |  |                                                                 |                                                                 |  |

## Синонимы
- Cardiaca sylvatica Lam.
- Galeobdolon luteum Huds.
- Galeobdolon umbrosum Wibel
- Galeobdolon vulgare Pers.
- Lamium luteum Krock.
- Lamium vulgare Fritsch